# Jugoslavia ai Giochi della VII Olimpiade
La Jugoslavia, alla sua prima apparizione olimpica, ha partecipato ai Giochi della VII Olimpiade di Anversa solo con la squadra del torneo di calcio composta da 15 atleti.